# Russkije wedomosti

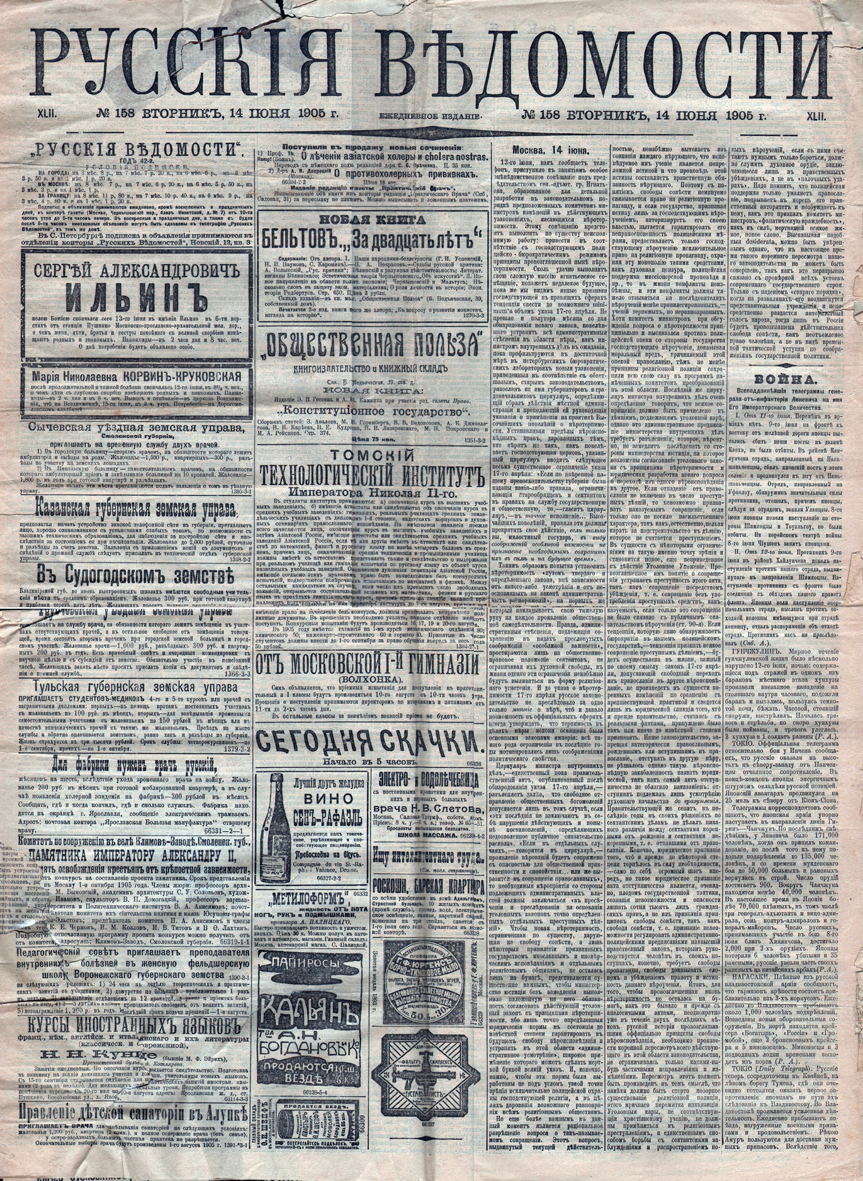
Ausgabe vom 14. Juni 1905

Die Russkije wedomosti (russisch Русские ведомости,  Russische Nachrichten) waren eine sozialpolitische Tageszeitung, die vom 3. September 1863 bis März 1918 in Moskau in russischer Sprache erschien. Im Gegensatz zu den konservativ-reaktionären Moskauer Nachrichten, einem Sprachrohr des Adels und der Geistlichkeit, waren die Russischen Nachrichten bis um 1905 ein Organ liberaler Moskauer Professoren. Ab 1868 erreichte das Blatt den Leser meist unzensiert.
Über die Jahrzehnte hinweg lieferten Lew Tolstoi, Anton Tschechow, Michail Saltykow-Schtschedrin, Michail Gerschenson, Wladimir Giljarowski, Pjotr Lawrow, Dmitri Mamin-Sibirjak, Nikolai Konstantinowitsch Michailowski, Wladimir Nemirowitsch-Dantschenko, Alexander Serafimowitsch, Alexander Solomonowitsch Chachanow, Nikolai Tschernyschewski und Peter Tschaikowski Beiträge.

## Historie
Von dem russischen Schriftsteller  Nikolai Filippowitsch Pawlow gegründet, wurde das Blatt ab 1868 täglich – zuvor dreimal wöchentlich – aufgelegt. Das Jahresabonnement kostete anfangs drei Rubel und ab 1871 – auch des größeren Formates wegen – sieben Rubel. Ab 1864 gab  Nikolai Semjonowitsch Skworzow die Zeitung heraus. Skworzow gewann als Autoren die Ökonomen Alexander Tschuprow und Iwan Iwanowitsch Janschul, den Statistiker Michail Alexejewitsch Sablin, den Juristen Alexander Iwanowitsch Urussow, den Rechtsphilosophen Boris Nikolajewitsch Tschitscherin, den Historiker Iwan Kondratjewitsch Babst sowie die Schriftsteller Gleb Uspenski und Alexander Iwanowitsch Lewitow.
Für die Zeitung schrieben der Slawophile Alexander Iwanowitsch Koscheljow sowie das Mitglied der 3. und 4. Stadtduma Nikolai Nikolajewitsch Schtschepkin.
In den Jahren 1870, 1871 und 1873 wurde der Zeitungsverkauf außerhalb des Abonnements zeitweise verboten. Denn zu dieser Zeit propagierte das Blatt, die Macht des Monarchen müsse durch eine Verfassung begrenzt werden. In jenen 1870er Jahren kamen als Autoren die Schriftsteller Pjotr Boborykin und Nikolai Nikolajewitsch Slatowratski, der Rechtswissenschaftler Sergei Muromzew, die Soziologen Sergei Nikolajewitsch Juschakow und Maxim Kowalewski, der Literaturkritiker Wiktor Alexandrowitsch Golzew sowie der Geograph Dmitri Anutschin hinzu.
In den 1880er Jahren wurde die Polemik der liberalen Autoren zur oben angesprochenen Konstitutionellen Monarchie staatlicherseits mit Zensur beantwortet.
Zu den zwölf Gründern einer Aktiengesellschaft, mit der 1893 den wirtschaftlichen Schwierigkeiten der Zeitung begegnet wurde, gehörten Dmitri Anutschin und der Ökonom Alexander Tschuprow.
Während der Revolution 1905 wurden einzelne Ausgaben des Blattes behördlich konfisziert. Gelegentlich ging die Regierung gegen redaktionelle Mitarbeiter gerichtlich vor. Die Zeitung wurde nach dem Revolutionsjahr 1905 Organ des rechten Flügels der Kadetten. Lenin ließ die Kadettenpartei am 28. November 1917 verbieten. Boris Sawinkows Zeitungsartikel С дороги (etwa: Von unterwegs) nahmen die Bolschewiki als Anlass zum Verbot des Blattes. P. W. Jegorow (russ. П. В. Егоров), der letzte Redakteur der  Russische Nachrichten, wurde zu einem Vierteljahr Haft verurteilt.